# 格林鎮區 (堪薩斯州索姆奈縣)
格林鎮區（英語：Greene Township）為美國堪薩斯州索姆奈縣轄下的鎮區。2010年美国人口普查中此鎮區人口有75人。

## 地理
格林鎮區涵蓋總面積為93.1平方（35.93平方英里），其中陸地面積為93.0平方（35.89平方英里），水域面積為0.10平方（0.04平方英里）或0.11%。

## 人口統計
根據2010年美國人口普查，格林鎮區人口有75人，其中男性有34人，女性有41人，人口密度為每平方公里0.81人，住房計31戶。鎮區內的白人有63人，非裔美國人有6人，美洲原住民有0人，亞裔美國人有0人，太平洋島裔美國人有0人，其他種族有0人，混血種族則有6人。此外鎮區內有0人為西班牙裔或拉丁裔美國人。此鎮區之年齡中位數為44.5歲，而男性年齡中位數為50.5歲，女性年齡中位數為42.5歲。

## 交通

### 主要公路
- 35號州際公路